# Atalaya de Valmojado

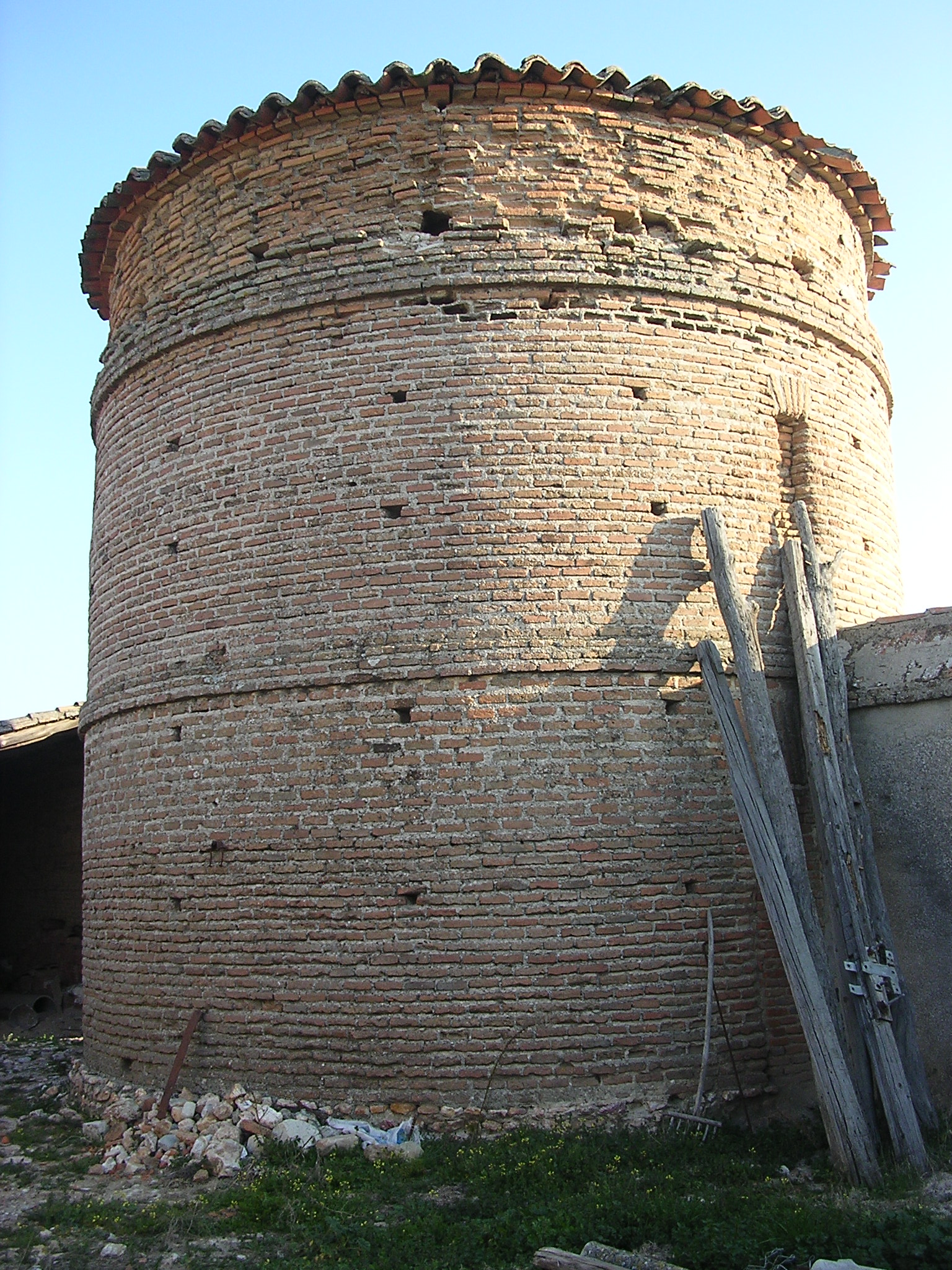
"Molino" de Valmojado.

Construcción situada en el municipio de Valmojado, en la provincia de Toledo (Castilla-La Mancha, España) a 657 m s. n. m.

## Historia
En 1576 las Relaciones Histórico Geográficas de Felipe II nos refieren Valmojado como aldea y arrabal de la Villa de Casarrubios del Monte, de fundación cristiana, del señorío de Francisco Chacón, que se llama Valmojado y que siempre se ha llamado así.
Con la referencia al lugar donde van a moler, nos indican la inexistencia de molino propio. Y lo mismo ocurre con murallas o cualquier otro elemento defensivo: 
- “A los treinta y dos capítulos dixeron que el dicho pueblo está en tierra alta y está llano y no tiene muralla ni cerca alguna”.
- No contestan a la pregunta 33, “castillos, torres y fortalezas”. Se entiende que no existían.

El Real Privilegio de escisión de la Villa, en 1759, (…) nos indica la inexistencia de castillos y fortalezas en el mismo.
Las descripciones del Cardenal Lorenzana, así mismo nos indican la ausencia de castillo o edificios de relevancia, y lo mismo ocurre en el Catastro de Ensenada de 1754.
De este modo encontramos que las fuentes consultadas NO dan referencia de castillos, atalayas, ni estructuras defensivas en el municipio, al menos en el siglo XVIII.
Con base en estos datos contrastados en los citados documentos de reconocido valor histórico y puesto que la construcción actual no existía en el periodo comprendido entre los siglos XVI al XVIII, resultaría cuando menos gratuito identificarlo con una posible atalaya. 
Para datar exactamente su origen se hace indispensable un estudio arqueológico del subsuelo, tanto del interior como del exterior, de la construcción actual que permitiría definir los antecedentes cronológicos de la misma.

## Descripción y características
Edificio cilíndrico de 7 metros de altura recubierto de ladrillo, con núcleo de argamasa de yeso y sillares de canto rodado. El diámetro interior es de 4 metros y el espesor de sus muros de 1,35 m.
La construcción consta de dos cuerpos desde su base a los que con posterioridad se añadió un tercer cuerpo, que no guarda la técnica constructiva inicial y está acabado con un pequeño tejado que protege el interior de las lluvias y la intemperie. También tiene una saetera en eje sobre una de sus puertas.

## Estado de conservación
Sólo se conservan dos cuerpos de la estructura inicial de la construcción. Se la utiliza como almacén de aperos de labranza.